# Ричмонд (Лондон)
Ричмонд (англ. Richmond) — город в Великобритании в районе Ричмонд-апон-Темс Большого Лондона (Англия), на расстоянии примерно 13 км от Чаринг-Кросс. Недвижимость в Ричмонде пользуется большим спросом, город находится в списке самых богатых районов в Великобритании. Ричмонд известен своим высоким качеством жизни, а также своим богатством, и оценивается, как одно из самых лучших мест для жизни в Великобритании.

## История
Город был основан после того, как Генрих VII начал строительства Ричмондского дворца в XVI веке, в честь которого город получил своё название. Дворец был снесён после свержения Карла I.
В 1846 году была открыта первая в городе железнодорожная станция, которая привела к поглощению города быстро расширяющимся Лондоном.

## Достопримечательности

### Парки
Прекрасные виды на Темзу одна из основных причин приезда туристов в Ричмонд, красивые панорамы вокруг Ричмондского моста с множеством баров и ресторанов. Ричмонд обслуживается компанией London River Services, которая осуществляет ежедневные перевозки на лодках из Вестминстера в Хэмптон-корт.

Панорама Темзы из ресторана около Ричмондского моста.

На вершине Ричмондского холма находится Ричмонд-парк — крупнейший из королевских парков Лондона, национальный природный заповедник и участок особого научного значения созданный Карлом I в 1634 году, как парк для разведения оленей, он и сейчас насчитывает более 300 благородных оленей и 330 ланей.

### Бары и рестораны

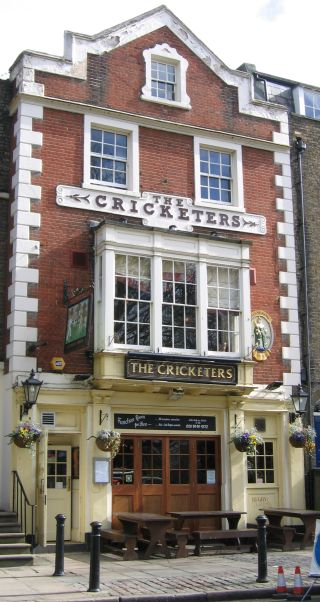
The Cricketers

В Ричмонде находится большое количество пабов и баров, разбросанных по всему городу, вдоль реки и вверх по склону. Один из старейших — бар «The Cricketer», продает пиво с 1770 года, хотя первое здание сгорело в 1844 году, оно вскоре было заменено новым, которое стоит до сих пор.
Большинство крупных ресторанных сетей можно найти вблизи от центра города. Помимо них, есть много частных ресторанов, предлагающих кухню со всего мира, в том числе немецкую, японскую, русскую и испанскую.

## Транспорт
Из центрального Лондона в Ричмонд идет линия South West Trains (англ. SWT), линия Дистрикт Лондонского Метрополитена, а также Северная Лондонская линия London Overground.

## Города-побратимы
- Ричмонд (Виргиния) (англ. Richmond),  США
- Фонтенбло (фр. Fontainebleau),  Франция
- Констанц (нем. Konstanz),  Германия